# Egon Krenz
Egon Krenz (Kolberg, Német Birodalom, 1937. március 19. –) egykori keletnémet kommunista politikus, az NDK ifjúsági szervezeteinek vezetője, a Német Szocialista Egységpárt (NSZEP) funkcionáriusa, az NDK államtanácsának volt elnöke.

## Pályájának kezdete
A pomerániai Kolberg (ma: Kołobrzeg, Lengyelország) városában egy szabó gyermekeként született. Szülei 1944-ben a közelgő Vörös Hadsereg elől a Rostock közelében fekvő Damgarten városba költöztek. 1953-ban tagja lett a Szabad Német Ifjúság (németül Freie Deutsche Jugend, FDJ) nevű kommunista ifjúsági szervezetnek. 1953-tól a rügeni tanárképző főiskolára járt és sikeres államvizsgát tett. 1955-ben felvették az NSZEP-be. 1957-től kezdve két évig az NDK Nemzeti Néphadseregének sorkatonája volt és ebben a minőségében a hadsereg küldöttjeként részt vett az NSZEP V. kongresszusán.

## Pártkarrierje
Leszerelése után az FDJ rügeni első titkára lett, majd 1960-tól kezdve a rostocki körzet teljes FDJ szervezetének vezetője. Egy évvel később már az FDJ egyetemeken és főiskolákon végzett munkáját irányító országos szervezet vezetője. 1964-től kezdve 1967-ig az SZKP meghívására a moszkvai pártfőiskolán tanult, ahol közgazdaság-tudományi diplomát szerzett. Hazatérvén Kelet-Németországba az FDJ agitációs és propaganda tevékenységéért felelt. 1971-től kezdve három évig az Úttörőmozgalom vezetője volt. 1971-től kezdve 1990-ig az NDK Népi Kamarájának képviselője, 10 évig a Népi Kamara elnökségének tagja. 1981-től kezdődően négy évig volt az NDK államtanácsának tagja, 1983-ban pedig az NSZEP elnökségének tagjává választották. E minőségében a Erich Honecker után a párt és az állam második embere volt.

## Az NDK élén
A választási bizottság elnökeként Krenzet felelősség terheli az 1989-es önkormányzati választások eredményeinek meghamisításáért. Támogatta az 1989-es pekingi diákfelkelés leverését, ugyanakkor szorgalmazta az egész NDK-ban egyre nagyobb méreteket öltő tömegdemonstrációk békés kezelését. 1989. október 18-án a hivataláról lemondott Erich Honecker utódjaként a NSZEP első titkára és az NDK államtanácsának elnöke lett. A berlini fal leomlása után azonban a NSZEP bomlási folyamatainak nem tudott gátat vetni. December 6-án lemondani kényszerült az államelnöki tisztségről, 1990 januárjában pedig kizárták az átalakuló pártból is.

## Perek és börtön

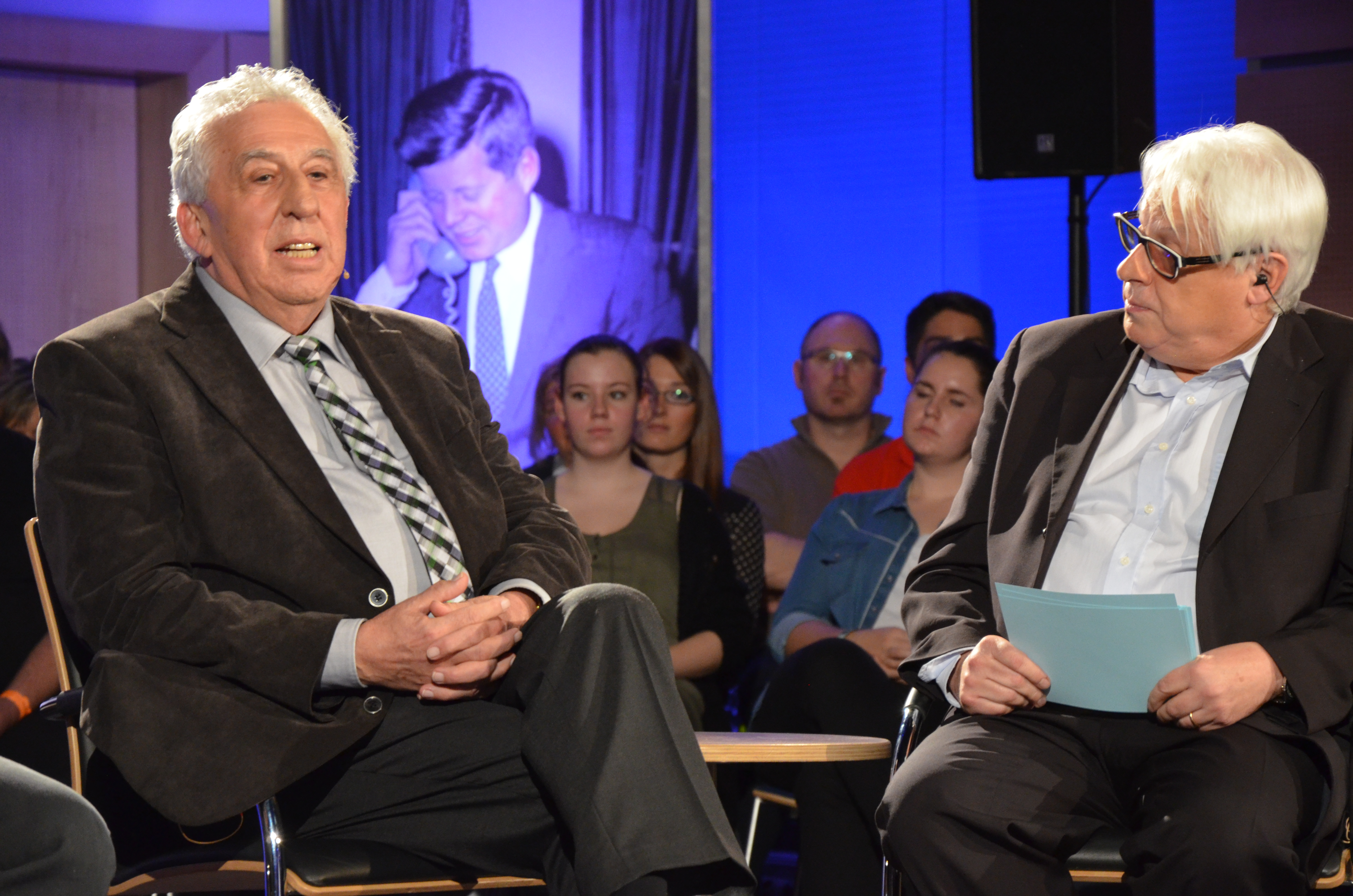
Egon Krenz (balra) 2013-ban

1992-ben már az újraegyesített Németországban vádat emeltek Krenz ellen az NDK választási eredményeinek meghamisítása, illetve a belnémet határon érvényben lévő tűzparancs miatt. Krenz a menekülők lelövését alkotmányosnak és a nemzetközi jognak megfelelőnek nevezte. Pere sokáig elhúzódott, végül 1997-ben a berlini bíróság négy lelőtt menekülő ügyében találta felelősnek és ezért 6 év és 6 hónap börtönbüntetésre ítélte. Mivel a per ideje alatt fogságban volt, így mindössze 18 nappal az ítélethirdetés után szabadult.
1999-ben a szövetségi bíróság kezdeményezte az 1997-es ítélet felülvizsgálatát. Újból perbe fogták és 2000-ben ismét 6 és fél év börtönbüntetésre ítélték. Krenz az ítéletet felháborodottan „tárgyalótermi hidegháborúnak” nevezte. 2003 decemberében feltételesen szabadlábra helyezték. A berlini Tegel repülőtéren helyezkedett el, ahol egy légitársaság megbízásából kiöregedett gépeket adott el Oroszországba. Ma nyugdíjasként Mecklenburgban, közvetlenül a Ribnitz-Damgarten melletti Dierhagen falucska tengerpartján él.